# Audrey Cléau
Pour les articles homonymes, voir Cléau.
Audrey Cléau, née le 11 juin 1973 à Dijon, est une triathlète et duathlète française, sacrée double championne de France longue distance en 2003 et 2004.

## Biographie

### Jeunesse
Audrey Cléau commence le triathlon en 1996. Elle pratique dans sa jeunesse la gymnastique pendant une quinzaine d'années et la course à pied à un niveau régional.

### Carrière
En 2003, elle remporte pour la première fois les championnats de France de triathlon longue distance. Elle s'impose aussi sur le triathlon international de Nice et prend la deuxième place des championnats du monde de duathlon derrière sa compatriote Edwige Pitel. Elle conserve en 2004 son titre de championne de France sur longue distance. Distancée dans la partie natation, elle refait son retard pendant la course à pied et s'impose seule sur la ligne d'arrivée.
En 2007, alors licenciée au Triathl'Aix, elle remporte l'Embrunman en 11 h 57 min 39 s devant Alexandra Louison et Estelle Leroi. À la fin de la partie vélo, elle accuse un retard de 19 minutes sur la tenante du titre Estelle Leroi, qui est victime d'une défaillance pendant le marathon. Elle fait la jonction au 19e kilomètre et prend la tête de la course, qu'elle ne lâche plus jusqu'à l'arrivée.
Cette même année, Audrey Cléau annonce qu'elle met un terme à sa carrière pour la fin de saison 2008. Elle participe une dernière fois au championnat de France longue distance à Gérardmer, tentant de se qualifier pour les championnats du monde qui se déroulent à Lorient. En 2008, elle tente de défendre également le titre acquis sur l'Embrunman mais termine deuxième derrière la Britannique Bella Bayliss Commerford.

### Reconversion
Après avoir mis un terme à sa carrière sportive en 2008, Audrey Cléau réside toujours en Savoie en poursuivant son activité de gestionnaire du rayon bijoux d'un centre commercial. Elle entame des études cette même année en vue de l’obtention d'une licence professionnelle dans le commerce pour devenir agent commercial.

## Palmarès
Le tableau présente les résultats les plus significatifs (podium) obtenus sur le circuit national et international de triathlon et de duathlon depuis 2001.
| Année | Compétition                                      | Pays       | Position           | Temps            |
| ----- | ------------------------------------------------ | ---------- | ------------------ | ---------------- |
| 2008  | Embrunman                                        | France     |                    | 11 h 44 min 22 s |
| 2008  | Championnats de France d'aquathlon               | France     | Médaille de bronze | 1 h 9 min 2 s    |
| 2007  | Championnat de France longue distance            | France     |                    | 7 h 30 min 37 s  |
| 2007  | Embrunman                                        | France     |                    | 11 h 57 min 39 s |
| 2007  | Triathlon EDF Alpe d'Huez XL                     | France     |                    | Timing           |
| 2007  | Championnat de France de duathlon (L)            | France     |                    | 3 h 17 min 20 s  |
| 2006  | Championnat de France longue distance            | France     |                    | 7 h 25 min 45 s  |
| 2005  | Championnat de France longue distance            | France     |                    | Timing           |
| 2005  | Championnat de France de duathlon                | France     |                    | Timing           |
| 2004  | Championnat de France longue distance            | France     |                    | Timing           |
| 2004  | Championnat du monde longue distance par équipes | Suède      |                    |                  |
| 2003  | Triathlon International de Nice                  | France     |                    | 7 h 43 min 7 s   |
| 2003  | Championnat du monde de duathlon                 | Suisse     |                    | 2 h 14 min 32 s  |
| 2003  | Championnat du monde de duathlon par Équipes     | Suisse     |                    |                  |
| 2003  | Championnat de France longue distance            | France     |                    | Timing           |
| 2003  | Championnat de France de duathlon                | France     |                    | Timing           |
| 2002  | Championnat de France longue distance            | France     |                    | Timing           |
| 2002  | Championnat du monde longue distance par équipes | France     |                    |                  |
| 2002  | Championnat du monde de duathlon par équipes     | États-Unis |                    |                  |
| 2001  | Championnat de France de duathlon                | France     |                    | Timing           |